# Риммель, Рудольф
Рудольф Юханович Риммель (эст. Rudolf Rimmel; 27 июля 1937, село Герасимовка, Таврический район, Восточно-Казахстанская область, Казахская ССР — 6 сентября 2003, Таллин) — эстонский поэт, писатель, публицист. При его жизни было опубликовано 16 стихотворных сборников на эстонском языке.

## Биография
Родился в эстонском посёлке недалеко от Усть-Каменогорска, причём его предки состояли как из депортированных, так и из добровольно эмигрировавших. Его отец был заключен в тюрьму в 1937 году и умер в том же году.
В 1945 году после смерти матери Риммель был усыновлен тёткой, жившей в Эстонии, и приехал в Эстонию. В 1956 году окончил русскую школу в Вильянди, после чего поступил на юридический факультет Тартуского университета.
В 1956—1960 годах учился в Университете Тарту. Печатался с 1958 года. С 1960 по 1963 год работал в Таллиннской милиции.
С 1963 по 1970 год работал в редакции сатирического журнала «Pikker». В 1964 году вступил в КПСС. Затем был консультантом союза писателей Эстонии, а с 1976 года литературным редактором журнала Noorus. В 1996 году из-за сильного ухудшения зрения вышел на пенсию.
6 сентября 2003 года выбросился из окна своей квартиры в таллинской многоэтажке в знак протеста против присоединения Эстонии к Евросоюзу.